# Chi-Pitts

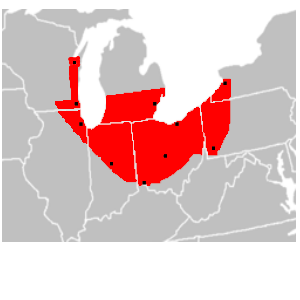
Přibližný rozsah Chipitts. Černé body vyznačují největší města v megalopoli.

Chipitts je jednou ze tří největších megalopolí (těmi dalšími jsou BosWash a SanSan) ve Spojených státech amerických.
Název je složeninou názvů měst Chicago a Pittsburgh, které jsou západní a východní hranicí megalopole. Termín zavedl v roce 1961 francouzský geograf Jean Gottmann. V anglicky mluvících zemích se obvykle v názvech megalopolí používají velká písmena pro počáteční písmena obou měst v názvech (ChiPitts, BosWash, SanSan), v češtině se píše velké písmeno pouze na začátku slova.
Chipitts se nachází v oblasti Velkých jezer a zasahuje do amerických států Wisconsin, Illinois, Indiana, Michigan, Ohio, Pensylvánie a New York. Východní části Chippits zasahují také do oblasti Rezavého pásu. V megalopoli žije (k roku 2006) více než 30 milionů lidí, což je zhruba 10 % celkové populace Spojených států. K megalopoli se někdy přiřazuje i sousedící Koridor Quebéc-Windsor v Kanadě, se kterým tvoří populaci zhruba 54 milionů lidí.

## Města v megalopoli Chipitts (výběr)
- Wisconsin
  - Green Bay
  - Kenosha
  - Appleton
  - Oshkosh
  - Waukesha
  - Racine
  - Madison
  - Milwuakee
  - Janesville
  - Beloit
- Illinois
  - Aurora
  - Chicago
  - Elgin
  - Joliet
  - Naperville
  - Rockford
  - Waukegan
- Indiana
  - Indianapolis
  - Hammond
  - East Chicago
  - Fort Wayne
  - Gary
  - South Bend
- Michigan
  - Ann Arbor
  - Battle Creek
  - Detroit
  - Flint
  - Grand Rapids
  - Kalamazoo
  - Lansing
- Ohio
  - Cleveland
  - Cincinnati
  - Colombus
  - Toledo
  - Akron
  - Dayton
  - Youngstown
- Pennsylvania
  - Pittsburgh
  - Erie
- New York
  - Buffalo
  - Niagara Falls